# Juan León y Castillo
Juan León y Castillo (ur. 2 kwietnia 1834 w Las Palmas de Gran Canaria (niektóre źródła podają Telde jako miejsce urodzenia), zm. 14 lipca 1912 tamże) – hiszpański inżynier z Wysp Kanaryjskich, działacz polityczny.

## Młodość
Gdy miała dwa lata, rodzina przeprowadziła się do Telde. W latach 1845–1850 uczył się w miejscowym Colegio de San Agustín. W 1850 wyjechał do Madrytu i w 1851 rozpoczął dwuletnie studia w Escuela Preparatoria para Ingenieros de Caminos, Canales y Puertos. Ukończywszy je jako prymus miał zacząć studia w Escuela Especial de Ingeniero de Caminos, lecz przeszkodziła temu choroba płuc. Wrócił na Wyspy Kanaryjskie, ale w 1856  znów był w Madrycie, podjął studia, które zakończył w 1858, z pierwszą lokatą na liście. 

## Prace inżynierskie
Po ukończeniu szkoły osiadł w Santa Cruz de Tenerife i brał udział w wielu projektach inżynierskich na Gran Canarii, Lanzarote i Fuerteventurze.  W 1859 przeprowadził się na Gran Canarię i awansował do stopnia  Ingeniero Primero. Jednocześnie pracował jako nauczyciel matematyki i rysunku w Colegio de San Agustín. Był w tym czasie nauczycielem swojego brata Fernanda.  W latach 1864–1865 zarządzał pracami publicznymi na szczeblu prowincji ( Jefe Provincial de Obras Públicas). Później projektował drogi i mniejsze porty na Wyspach Kanaryjskich. W 1881 opracował plany budowy nowego portu w Las Palmas, które zostały zaakceptowane (przy poparciu jego brata, Leona, który był w tym czasie ministrem ds. terytoriów zamorskich Hiszpanii). W 1883 brytyjska firma Swanston and Company rozpoczęła prace, a Juan León y Castillo był głównym projektantem i nadzorował budowę portu. W 1895, dla ukończenia prac przy budowie portu został zatrudniony w Swanston and Company. W 1899 otrzymał awans na pozycję Inspector General de Primera Clase, ale nie przyjął go, ponieważ musiałby przeprowadzić się do Madrytu. 

## Działalność polityczna
W 1863 zaczął działalność polityczną w Partido Progresista. W 1868 zaczął, wraz z bratem, tworzyć przyszłą partię Partido Liberal Canario, w 1887 doprowadził partię do zwycięstwa we władzach prowincji i prawie wszystkich władzach lokalnych na Wyspach Kanaryjskich. 
W 1890 poróżnił się z bratem, przez co do roku 1909 toczyły się działania mające na celu zmniejszenie jego roli w partii.

## Znaczenie
Juan León y Castillo jest uważany za jedną z najznaczniejszych postaci Wysp Kanaryjskich w drugiej połowie XIX wieku. Do jego znaczniejszych prac, oprócz portu w Las Palmas, zalicza się latanię morską w Maspalomas, drogę z Las Palmas do Telde oraz projekt podmorskiego kabla telegraficznego z Wysp Kanaryjskich na Półwysep Iberyjski. 
Został odznaczony, między innymi, Krzyżem Wielkim Orderu Karola III.